# Hehn 59 (Mönchengladbach)

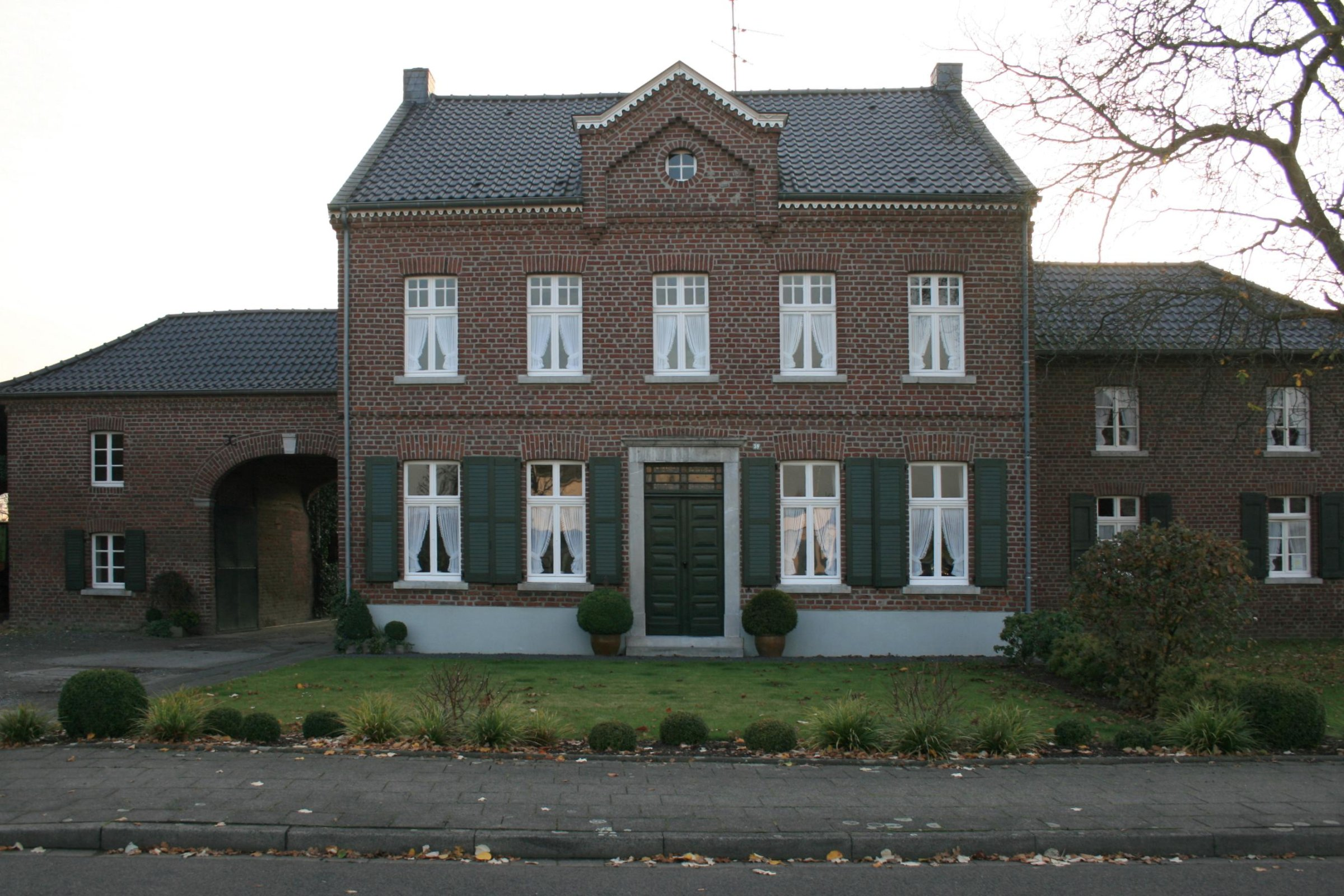
Backsteinhofanlage (2011)

Die Hofanlage  Hehn 59 steht im Stadtteil Hehn in Mönchengladbach (Nordrhein-Westfalen).
Das Gebäude wurde 1855 erbaut. Es wurde unter Nr. H 108  am 10. Juni 2010 in die Denkmalliste der Stadt Mönchengladbach eingetragen.

## Lage
Die Hofanlage liegt in einem ehemals rein ländlich geprägten Umfeld am Rande Hehns, das in den letzten Jahren durch den Bau von Einfamilienhäusern eine Verdichtung erfahren hat.

## Architektur
Es handelt sich um eine geschlossene und repräsentativ gestaltete Backsteinvierseithofanlage. Aus der Bauflucht vorspringendes, traufständiges, zweigeschossiges, fünfachsiges Wohnhaus unter Satteldach. Die repräsentative Schaufassade besitzt einen mittelaxialen Hauszugang und ein Zwerchhaus im Dachgeschoss. Flach abgesetzter und  verputzter Spritzsockel, im Erdgeschoss mit Natursteinhauwerk gerahmte, doppelflügelige Haustür.
Der Hauszugang wird gerahmt durch je zwei hochrechteckige Fenster mit originalen Holzfensterrahmen. Das Erdgeschoss wird durch ein als „Deutsches Band“ ausgebildetes Backsteingesims abgeschlossen. Das Obergeschoss zeigt fünf Hochrechteckfenster mit originalen Holzfensterrahmen. Zur Traufe hin folgt ein mehrgliedriges Gesims, das Zwerchhaus zeigt ein Rundfenster.
Die Hoffassade des Wohnhauses ist durch das nachträgliche Einbrechen großer, querrechteckiger Fenster und einen Balkonvorbau im Obergeschoss modern umgestaltet. An die westliche, nur von einem Hochrechteckfenster im Erdgeschoss und Dachgeschoss befensterte Giebelseite schließt sich ein niedrigerer, traufständiger, zweigeschossiger und zweiachsiger Anbau an. Die originalen Holzfensterrahmen sind erhalten.
Die östliche Giebelwand des Haupthauses besitzt lediglich im Dachgeschoss ein Fenster mit originalem Holzfensterrahmen. An den Ostgiebel schließt sich zurückversetzt das traufständige Torhaus mit korbbogiger Durchfahrt, datiertem Schlussstein und zweiflügeligem Holztor an. Eine Fensterachse gliedert die zweigeschossige Straßenfassade. Das Satteldach ist zum rechtwinklig anschließenden Stallgebäude, das heute als Pferdestall genutzt wird, einseitig abgewalmt.
An das Torgebäude schließt sich ein überdachter Stellplatz für Geräte und Wagen an. Die große Backsteinscheune schließt im rückwärtigen Teil den Innenhof ab, die durch ein großes Tor erschlossen wird. Dachstuhl und Dacheindeckung wurden vor kurzem erneuert. Zwischen Scheune und Wohnhaus liegt u. a. der ehemalige Rinderstall, für den momentan die Nutzungsänderung zum Umbau in eine Wohnung geplant wird. Ein nach Westen anschließender Anbau an den Rinderstall ist als nicht denkmalwertes Bauteil anzusehen.
Die Hofstelle ist datiert auf 1855, wurde aber nicht in einem Zuge errichtet. Anhand von Baunähten, baulichen Veränderungen und Eingriffen in die Bausubstanz ist erkennbar, dass die Hofanlage mehrfach erweitert bzw. umgebaut wurde. Genaue Daten liegen hierzu nicht vor.
Die Hofanlage ist weitgehend original erhalten und in einem gepflegten Bauzustand.